# جیازی، هایکو
جیازی، هایکو (به لاتین: Jiazi) یک شهرک در جمهوری خلق چین است که در بخش کئونگشان واقع شده‌است. جیازی ۵۷ متر بالاتر از سطح دریا واقع شده‌است.